# Jon Bon Jovi
John Francis Bongiovi, Jr. (Perth Amboy, New Jersey, 1962. március 2. –) ismertebb nevén Jon Bon Jovi Grammy- és Golden Globe-díjas amerikai zenész, dalszerző és színész. A Bon Jovi együttes énekese. Karrierje során kiadott két szólóalbumot, és tizennégy albumot a Bon Jovival. Alkotói tevékenysége mellett a Philadelphia Soul nevű amerikaifutball-csapat társtulajdonosa.

## Gyermekkora
Jon Bon Jovi a New Jersey állambeli Perth Amboy városában látta meg a napvilágot, ifjabb John Francis Bongiovi néven. Szülei mindketten az amerikai haditengerészetnél szolgáltak korábban. Az apai ágról olasz (szicíliai) és szlovák, anyai ágról német és orosz származású Bongiovi az Indiana állambeli Fort Wayne-ben nőtt fel. New Jerseybe visszatérve a metucheni St. Joseph High Schoolban kezdte meg középiskolai tanulmányait, melyet végül a parlini Sayreville War Memorial High Schoolban fejezett be.

## Zenei pályafutása

### Kezdetek
Tizenhét évesen a másod-unokatestvére, Tony Bongiovi tulajdonában lévő manhattani The Power Station stúdióban dolgozott mindenesként, ahol 1980-ban a Csillagok háborúja filmhez kapcsolódó Christmas in the Stars: The Star Wars Christmas Album című karácsonyi lemez egyik dalához készítette élete első profi hangfelvételét énekesként (A dal címe egyébként az "R2-D2, We Wish You a Merry Christmas" volt).
1983-ig számtalan demófelvételt készített a The Power Station stúdióban saját dalaihoz, melyek közül a Hugh McDonald későbbi Bon Jovi basszusgitárossal közösen írt Runaway-t végül sikerült kiadatni. Több lemeztársaságnak elküldte a dalt, de többek között az Atlantic Records és a Mercury (Polygram) sem foglalkozott vele, majd egyik utolsó próbálkozásként a WAPP-FM nevű manhattani rádió műsorvezetőjéhez juttatta el a felvételt, akinek megtetszett a dal. A Runaway nem csak hogy adásba került, de szerepelt a WAPP válogatáslemezén is. A dal sikerét látva végül a Mercury lemezszerződést ajánlott Johnnak.
A Mercury-szerződéssel a zsebében John felhívta Richie Samborát, David Bryant, Tico Torrest és Alec John Such-t, majd megalakították a Bon Jovi együttest. John az együttes nevéhez igazítva ettől kezdve Jon Bon Jovi művésznéven szerepel.

### Bon Jovi
Az első Bon Jovi album 1984. január 21-én jelent meg és több mint félmillió eladott példánnyal aranylemez státuszt ért el az USA-ban. A csapat már a lemez megjelenése előtt a ZZ Top előzenekaraként játszott a Madison Square Gardenben, majd a Scorpions és a KISS európai koncertjeit nyitották. A debütáló album kedvező fogadtatása után az 1985-ben kiadott második Bon Jovi nagylemez, a 7800° Fahrenheit, csalódást keltett a kritikusokban.
A fordulópontot a harmadik nagylemez és a hivatásos dalszerző/slágergyáros Desmond Child csatasorba állítása hozta meg. Az 1986-ban megjelent Slippery When Wet albumra olyan slágereket írtak közösen, mint a You Give Love A Bad Name, a Livin' On A Prayer vagy a Wanted Dead Or Alive. Megjelenése óta a lemez 28 millió példányban kelt el világszerte. Az 1988-as New Jersey című albummal folytatták a sikereket, amely nem kevesebb mint öt Top10-es slágert hozott, köztük két listavezetőt a Bad Medicine és a Lay Your Hands On Me képében. A világkörüli lemezbemutató turné 200 fellépése mind az öt kontinenst érintette és két éven keresztül zajlott, de már a New Jersey album felvételére is a masszív Slippery When Wet-turnéról estek be a stúdióba a zenészek. Az intenzív koncertezés megviselte Jon hangszálait is, ezért a turné végeztével 1990-ben pihenőre vonult az együttes.

### Szólóban
1990-ben Jon Bon Jovi felkérést kapott az A vadnyugat fiai 2. (Young Guns II) című mozifilm zenéjének megírására. Ennek eredményeként született meg első szólóalbuma, amelyről a címadó Blaze Of Glory szólóban is a slágerlisták első helyére juttatta Jont. A dalt Oscar-díjra jelölték a "Legjobb dal" kategóriában, de végül nem nyert, cserébe a hasonlóan rangos filmes díjat, a Golden Globe-ot viszont sikerült besöpörnie. Szintén a Young Guns II mozihoz köthető Jovi első filmes megjelenése, mivel egy rövid jelenetben statisztaként szerepelhetett. Azóta több filmben is játszott már kisebb-nagyobb szerepeket, mint például a "Vámpírok: A gyilkos csapat (Vampires: Los Muertos) Kisvárosi intrikák (Little City), A felforgató (The Leading Man), Holdfény és Valentino (Moonlight and Valentino), Fű alatt (Homegrown), U–571, Szilveszter éjjel (New Year's Eve), folyamatosan egyengetve színészi karrierjét is a főállású zenélés mellett.
1992-es sikeres visszatérésével a Bon Jovi együttes az új évtizedben is a csúcson tudott maradni, köszönhetően a Keep The Faith album komolyabb, a glam stílusjegyeket elhagyó hangvételének. Újabb szólóalbum elkészítésére 1997-ben nyílt lehetősége Jonnak. Az eredmény a Destination Anywhere lemez lett, amelyre nem csak önállóan, de Dave Stewarttal (Eurythmics) közösen is írt dalokat. Az album dalaira építve leforgattak egy rövidfilmet (Destination Anywhere: The Film), amelyben Jovi és Stewart mellett olyan hollywoodi színészek kaptak szerepet, mint Demi Moore, Kevin Bacon és Whoopi Goldberg.
A 2000-es évek elején történelmi visszatekintésként megjelent a The Power Station Years: The Unreleased Recordings című válogatás, mely az énekes 1980 és 1983 között írt és rögzített dalait tartalmazza, borítóján a John Bongiovi névvel. Ugyanebben az évben szerepelt az U–571 című amerikai világháborús filmben, amely egy fiktív német tengeralattjáróról szól.

## Humanitárius tevékenysége
2006-ban elindította a Jon Bon Jovi Soul Foundation nevű jótékonysági alapítványt, amely az alacsony jövedelmű, hajléktalan és éhező embereknek nyújt támogatást. A szervezet Az USA 12 államában tevékenykedik. Közel 1000 megfizethető és támogató lakhatási egységet támogatott több ezer embernek, köztük fiataloknak és veteránoknak.
2024. szeptember 11-én Bon Jovi sikeresen lebeszélt az öngyilkosságról egy nashville-i hídról a Cumberland folyóba ugrani készülő nőt.

## Családi élete
1989. április 29-én a New Jersey album amerikai turnéjának közepén, Jon Bon Jovi Las Vegasba utazott, hogy a Graceland kápolnában feleségül vegye középiskolai szerelmét, a karate oktatóként dolgozó Dorothea Rose Hurley-t (született 1962. szeptember 29.). Házasságukból négy gyermekük született, egy lány: Stephanie Rose (1993. május 31.) és három fiú: Jesse James Louis (1995. február 19.), Jacob Hurley (2002. május 7.) és Romeo Jon (2004. március 29.). 
Házasságukról sokáig nem derült ki, hogy nem volt mindig zökkenőmentes. Jon Bon Jovi csak 34 év után vallotta be, hogy  néhányszor "átlépte azt a bizonyos határt", de úgy véli „Ezek mind a rocksztárság csodálatos kliséi ... Soha ne hazudj arról, hogy szent voltál, de nem lehetsz annyira bolond sem, hogy egy kaland miatt feldúld az életedet." A felesége türelmes volt és elviselte a hűtlenségét.
A család  fő lakóhelye sokáig a New York-tól délre fekvő, New Jersey állambeli, Navesink folyó melletti ház volt Middletownban, amit 2020-ban eladásra hirdettek, de eladásról nem szóltak a hírek. Ekkor költöztek a floridai Palm Beachre, ahol 43 millió dollárért vásároltak házat. A floridai ingatlanban főleg a téli hónapokat tölti. 2025-ben befektetők felvásárolták a terültet ingatlanjait, de Jon Bon Jovi  visszautasította az ajánlatot.
A 2017-ben vásárolt manhattani 371 négyzetméteres lakást 2022-ben eladták, 2018-ig a West Village-i városrészben is volt egy lakásuk.

## Diszkográfia
Szóló
- Blaze of Glory (1990)
- Destination Anywhere (1997)
- The Power Station Years: The Unreleased Recordings (2001) - korai kiadatlan szólófelvételek gyűjteménye

A Bon Jovi énekeseként